# Associació Catalana de la Premsa Comarcal
L'Associació Catalana de la Premsa Comarcal (ACPC) és una entitat sense ànim de lucre creada el 1982 que aglutina la pràctica totalitat de les empreses i editorials de premsa local i comarcal, d'informació general a Catalunya, sempre que estigui escrita íntegrament en català i la seva difusió sigui de pagament. S'hi apleguen periòdics de difusió diària, setmanal, bisetmanal, quinzenal, mensual, bimestral, trimestral i semestral. Les finalitats de l'ACPC són la defensa dels interessos dels associats i la promoció del conjunt de la premsa comarcal.

## Història
Els seus inicis es remunten a la tardor de 1980, quan diverses publicacions comarcals van veure la necessitat de crear aquesta entitat, per evidenciar la seva potència col·lectiva i obtenir el reconeixement de les institucions públiques i privades. Es va celebrar un primer congrés a Canyamars, del 15 al 17 de maig de 1981, amb la participació d'un 70% dels periòdics que sortien més d'un cop a la setmana, un 43% dels setmanals, i un 35% de les mensuals, bimestrals i trimestrals al qual es va acordar treballar per a crear una Associació Catalana de la Premsa Comarca i una comissió gestora per aconseguir el seu reconeixement legal. L'Assemblea constituent es va reunir a Vic, l'11 de desembre de 1982, i ja en va sortir la primera Junta de Govern de l'entitat, presidida per Josep Masoliver, del bisetmanari El 9 Nou, d'Osona i el Ripollès.
Actualment compta amb 136 publicacions associades, que generen, entre totes, 696 llocs de feina directa i 114.607 exemplars de difusió. Avui dia, un de cada quatre exemplars venuts a Catalunya són de Premsa Comarcal.
L'entitat és membre de laWAN – IFRA, l'organització de premsa més important a escala mundial.
El 2005 va rebre el Premi d'Honor de la Diputació de Barcelona, el 2006 Creu de Sant Jordi per la seva contribució a la normalització de la llengua catalana i a la dignificació a Catalunya del periodisme de proximitat. I el 2013 el Premi Nacional de Comunicació que atorga la Generalitat de Catalunya. L'any 2014 l'entitat va obtenir el Premi Males Pràctiques en Comunicació no Sexista que atorga l'Associació de Dones Periodistes de Catalunya, per la poca presència de dones en la seva junta.

## Mandaments
Quatre són les directrius de l'ACPC: 
1. Defensar els interessos dels associats i del conjunt de la premsa comarcal i local.
2. Promoure iniciatives en benefici de la premsa comarcal i local
3. Fomentar la presència pública i conjunta de la premsa comarcal i local
4. Crear serveis i infraestructures de suport a la premsa comarcal i local

## Associats
Les publicacions associades són:
- 777 Comunica, Àncora, Avenç Palau d'Anglesola, Barret Picat, Caliu, Cappont, Carrilet, Celsona Informació, Cultura, Delta del Llobregat, Des dels Quatre Cantons, Diari de Girona, Diari de Manlleu, Diari de Sant Cugat, Diari de Vilanona, Dovella, El 3 de Vuit, El 8-5-5, El 9 Nou, El Breny, El Brogit, El Cérvol, El Codony, El Foradot, El Francolí, E Llaç, El Martinet, El Portal de Centelles, El Pou de la Gallina, El pregoner d'Urgell, El Replà, El Ripollès, El Sali, El Ter, Els Tots, El Vallenc, El Vigatà, El Xic Torrellenc, Els Porxos, Església d'Urgell, Fonoll, Forja, Girasol Solivellenc, Hora Nova, La Comarca d'Olot, La Foig, La Palanca, La Pinya, La Portada, La Segarra, La Torre, La Tosca, La Vall, La Vall de Verç, La Veu de Flix, La Veu de la Segarra, La Veu de l'Anoia, La Veu de l'Ebre, La Vila, L'artesenc, L'Eco de Sitges, L'Erol, L'Escalenc, L'Esparver, L'Espiga, L'Esquerda Bastida, L'Informador de Martorell, Llobregós Informatiu, Llumguia, Lo Collet, Lo Floc, L'Om, Londarí, Monòtec de Fontrubí, Nova Conca, Nova Tàrrega, Papers de Vi, Portal Nou, Portaveu, Recull, Regió 7, Ressò, Revista d'Alella, Revista de Cambrils, Revista de Banyoles, Revista de Palafrugell, Revista de Baix Empordà, Sarment, Se7 Accents, Segarra, Segre, Setmanari de l'Alt Empordà, Sió, SomGarrigues, Som-hi, Taradell, Temps de Franja, Terrall, Terrassa Esportiva, Torelló, Xercavins, 7accents.cat, avensdelpalau.cat, cassadigital.cat, diaridegirona.cat, diaridelaneu.cat, diaridevilanova.cat, ebredigital.cat, el3devuit.cat, el9nou.cat, elpou.cat, elripollesdigicatl.com, elsetmanarisuria.cat, eltravesser.cat, elvallenc.com, emporda.info, fetasantfeliu.cat, horanova.cat, infojonquera.cat, lacomarca.cat, lafulla.cat, latorredelpalau.cat, laviladigital.com, lecodesitges.cat, lopcio.cat, novabadia.com, novaconca.cat, papersdevi.cat, regio7.cat, revistaalella.cat, revistacambrils.cat, segre.com, setmanarilebre.cat, setsetset.cat, somgarrigues.cat, veuanoia.cat

## Serveis als associats
L'ACPC ofereis una àmplia varietat de serveis als seus associats a banda de la intermediació publicitària entre lesadministracions i els grans clients i les seves capçaleres.
- Assegurança de Responsabilitat Civil: Mitjançant un acord amb Arç Cooperativa les publicacions interessades poden subscriure una pòlissa de Responsabilitat Civil en unes condicions avantatjoses.
- Butlletins: S'editen i es distribueixen tresbutlletins informatius periòdics: Món Editorial (setmanal), Món Fiscal (mensual) i Món Laboral (mensual).
- Carnets professionals: Acredita amb Carnets de Premsa Comarcal que identifiquen els professionals i col·laboradors del col·lectiu.
- Continguts: Gràcies a un acord de col·laboració amb el Col·legi de Periodistes de Catalunya les publicacions associades gaudeixen dels continguts del Wikidiari.info.
- Editora digital: Posa a l'abast un sistema de gestió de continguts (CMS) modulable que facilita la incorporació a Internet en unes condicions molt favorables.
- Premis Premsa Comarcal: Reconeix la trajectòria i el treball dels seus associats amb la convocatòria anual dels Premis Premsa Comarcal.
- Quiosc.cat: Facilita l'accés a Quiosc.cat, una exposició itinerant que presenta al públic les capçaleres associades en espais i dates emblemàtiques, com el dia de Sant Jordi o la Diada Nacional deCatalunya, entre d'altres.

## Biblioteca
Premsa Comarcal edita periòdicament publicacions i estudis relacionats amb el sector. Ha impulsat la publicació del Llibre Blanc de la Premsa Comarcal, que el 2014 ha arribat a la seva cinquena edició.Totes aquestes publicacions es poden trobar a la seva biblioteca virtual.
El novembre de 2014, durant la primera edició del Dia de la Premsa Comarcal va presentar la Radiografia de la Premsa Comarca l, un extens estudi de l'empresa Media Hotline que detalla el pes del sector en el mapa comunicatiu de Catalunya; quina és la seva oferta comercial, ja sigui per separat o conjunta; el seu model de negoci; i les seves tendències de futur.

## Premis
L'ACPC organitza el Premi de Recerca Universitària, dirigit a estudiants de doctorat, docents i investigadors de les facultats de Ciències de la Comunicació de l'àmbit dels Països Catalans i organitzats conjuntament amb la Xarxa Lluís Vives.
També celebra els Premis Premsa Comarcal, patrocinats per Endesa, que el 2015 arribaran a la seva quarta edició. L'ACPC vol reconèixer amb aquests premis al treball que fan les publicacions associades en l'àmbit de la comunicació local i comarcal de Catalunya i per posar en relleu la rica diversitat d'entitats, empreses editores i associacions que fa 34 anys que construeixen el mapa local de comunicació en català.
L'ACPC també institueix un premi anual destinat a distingir aquella persona, col·lectiu, entitat o administració que s'hagi destacat pel seu suport incondicional al col·lectiu al llarg de la seva història.

## Presidents de l'ACPC
- 1982 - 1987 Josep Masoliver (El 9 Nou)
- 1987 - 1991 Josep M. Rierola (El 9 Nou)
- 1991 - 1995 Jordi Vallmajó, (Hora Nova)
- 1995- 2000 Ricard Rafecas (El 3 de Vuit)
- 2000 - 2005 Antoni Garrido (La Comarca d'Olot)
- 2005 - 2011 Estanis Alcover (El Punt)
- 2011 - 2016 Carles Ayats[5] (Setmanari de l'Alt Empordà)
- 2016 Francesc Fàbregas (El Vallenc, Nova Conca)

## Actual junta directiva
- President: Francesc Fàbregas. El Vallenc. Valls.
- Tresorera: Montserrat Dalmau. L'avenç del Palau, El Palau d'Anglesola (trimestral)
- Secretari: Joan Carles Codolà. Llumiguia – Cassà de la Selva (mensual)
- Vicepresidents: 
  - Joaquim Rambla. La Veu de l'Ebre – Tortosa (setmanal)
  - Joaquim Rambla. La Veu de l'Ebre – Tortosa (setmanal)
  - Carme Paltor. 777 Comunica – Esparreguera (bimestrals)
  - Miquel Macià. Nació Digital – Tot Catalunya (digitals)
- Vocals:
  - Anna Albareda. La Segarra – Santa Coloma de Queralt (mensual)
  - Núria Piera López. La Portada - Granollers (mensual)
  - Núria Piera López. La Portada - Granollers (mensual)
  - Josep M. Rué Rubió. El Cérvol - Cervià de les Garrigues (bimestral)